# Paul-Maurice Lafeuillade
Paul-Maurice Lafeuillade, francoski general, * 1886, † 1956.